# Lüntener Fischteiche
Die Lüntener Fischteiche sind ein etwa 100 ha großes Naturschutzgebiet auf dem Stadtgebiet von Vreden im Kreis Borken in Nordrhein-Westfalen.

## Lage, Ökologie
Die Lüntener Fischteiche liegen bei Lünten, einem Dorf nordwestlich von Vreden. Sie waren ursprünglich ein angestauter Heideweiher. Hier wurde bis 1952 intensive Fischzucht betrieben. Die Teiche wurden 1958 unter Schutz gestellt.
Das Naturschutzgebiet liegt unmittelbar an der deutsch-niederländischen Grenze. In den weitläufigen Kiefernwäldern sind Reste der früheren Moor- und Heidelandschaft erhalten geblieben. Es gibt hier sogar einige alte Wacholderbäume.
Im Heideweiher lassen sich viele seltene Pflanzenarten finden, als Beispiele seien hier das Sumpf-Johanniskraut, der Sumpf-Bärlapp und der kleine Wasserschlauch genannt. Außerdem ist der Teich der Lebensraum vieler Tierarten. Die Krickente und der Zwergtaucher leben hier.
Das Naturschutzgebiet ist Teil des EU-Vogelschutzgebiets „Moore und Heiden des westlichen Münsterlandes“.

## Tourismus

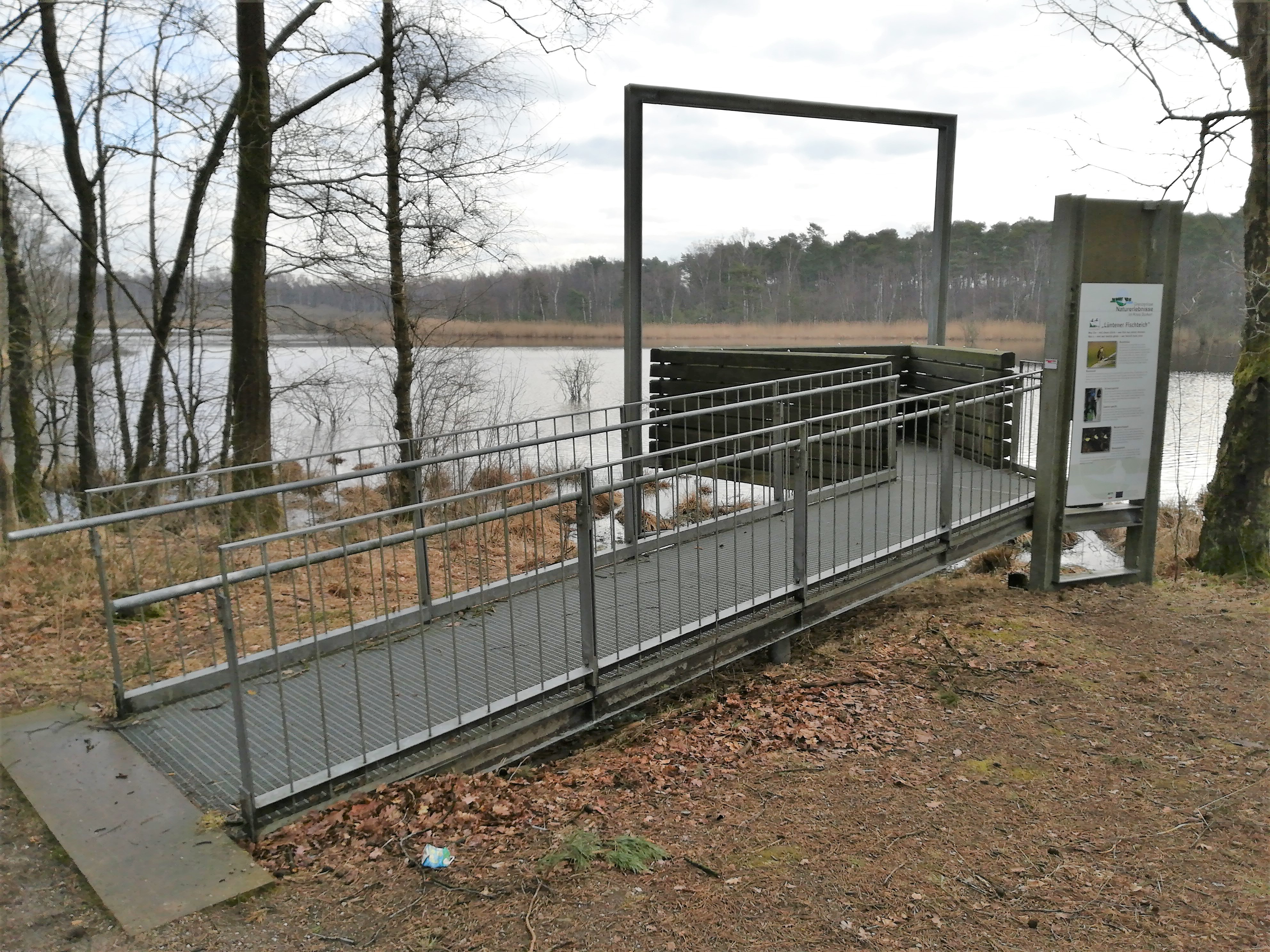
Aussichtsplattform am Lüntener Fischteich

Am westlichen Rand des größeren Teichs befindet sich eine kleine Aussichtsplattform (Karte), auf der man einen guten Blick über den Teich und das Ufergebiet hat.
Durch das Naturschutzgebiet führt ein Bohlenweg, der jedoch nicht mit dem Fahrrad befahren werden darf.
Die Lüntener Fischteiche sind an das Radverkehrsnetzes NRW angebunden (Waben 55 und 261). Auch die Flamingoroute führt hier vorbei, eine Themenroute der Radregion Münsterland. Die Lüntener Fischteiche liegen weiterhin an der grenzüberschreitenden Radroute 8-er de grens. Der Knotenpunkt 99 und damit der Anschluss an das niederländische Knotenpunktsystem liegt nordwestlich des Naturschutzgebiets direkt auf der niederländisch-deutschen Grenze.
Etwas weiter westlich schließen sich die beiden Naturschutzgebiete Lüntener Wald und Ammeloer Venn an.